# Српска православна богословија Светог Арсенија у Сремским Карловцима
Српска Православна Богословија Светог Арсенија у Сремским Карловцима представља једну од најстаријих и најважнијих образовних установа код Срба. Баштини традицију богословског образовања у Сремским Карловцима, које датира од времена оснивања Клирикалног училишта 1749. године.
Богословија је данас смештена у две најлепше зграде дивног барокног трга Сремских Карловаца. Прва зграда је зграда Црквено-народних фондова, једна од најзначајнијих и највреднијих грађевина у старом језгру Сремских Карловаца, а друга је изворна зграда Карловачке богословије - зграда Богословског семинара из 1907. године. Историја Богословије у Сремским Карловцима сведочи о богословском образовању у српском народу већ више од 250 година.

## Историја богословије
Када је основана Покрово-богородичина школа 1749. година у Сремским Карловцима на празник 1/14. октобра, један од одсека - Клирикално училиште - био је и задужен за образовање будућих или слабије образованих свештенослужитеља. То Клирикално училиште радило је до 1769. године.
Богословија Светог Арсенија у Сремским Карловцима је наследник некадашње карловачке богословије, као најважније установе за образовање свештеника православне вере у Угарској током последњих 150 година њеног постојања.
Прву српску православну богословију међу пречанским Србима основао је митрополит карловачки Стефан Стратимировић 1794. године, што је 3 године после оснивања такође чувене Карловачке гимназије. Ова богословија постојаће до 1872. године када ће се угасити. Карловачка богословија поново ће се отворити 1875. године
У другој половини 19. века богословија доживљава свој зенит. Тада је на њеном челу као ректор био Иларион Руварац, а Јован Живковић један од уважених професора.
У освит Првог светског рата 1914. године угарске власти укидају школу као један вид притиска на Србе преко Саве и Дунава. После рата богословија се, као и патријаршијски престо, сели у Београд, где касније прераста у Богословски факултет.
1964. године поново се оснива богословија у Сремским Карловцима и узима име Светог Арсенија.

## Здање Црквено-народних фондова
Зграда Црквено-народних фондова, у којој је данас смештена Богословија, подигнута је под покровитељством патријарха Георгија Бранковића за потребе Црквено народних фондова 1902. године. Аутор пројекта био је архитекта Владимир Николић, који је на прелому векова пројектовао највелелепнија здања у Сремским Карловцима.
У овој згради данас је смештен и Архив САНУ, као огранак Српске академије наука и уметности.

## Галерија
- Делегација Матице словенске у Богословији у Сримском Карловцу.jpg